# Sèrie 256 i locomotora H12 de FGC
La sèrie 256 i la locomotora H12 de Ferrocarrils de la Generalitat de Catalunya són locomotores duals (amb tracció elèctrica i dièsel) mixtes per trams amb adherència i trams amb cremallera.
Només hi ha un exemplar de la sèrie 256 numerada com a 256.01 i està destinada a remolcar trens de treballs tant a la línia Llobregat-Anoia com a la del Cremallera de Montserrat des de la seva posada en servei, l'any 2020.
Per la seva part, en canvi, la locomotora H12 es va posar en servei l'any 2019 a la línia del Cremallera de Núria i es dedica tant a fer serveis de viatgers com de mercaderies, així com també s'usa per tasques de manteniment.

## Història

### Sèrie 256
Des de feia temps, Ferrocarrils de la Generalitat de Catalunya tenia la necessitat d'aquirir una nova locomotora per remolcar els trens de treballs a la línia Llobregat-Anoia, la tracció dels quals estava encomanada a les de les sèries 700 i 1000. El manteniment d'aquestes locomotores era cada cop més complicat, donat que la seva antiguitat (més de cinquanta anys) dificultava l'adquisició de recanvis. Quan es va començar a treballar en el projecte, es va considerar la idoneïtat que el nou vehicle fos també capaç de circular per la línia de cremallera de Montserrat. D'aquesta manera, una única locomotora podria cobrir les necessitats d'ambdues línies, optimitzant la rendibilitat de l'adquisició. L'any 2017 es va confeccionar el plec de condicions.
El febrer de 2018 es va anunciar la licitació per a l'adquisició d'aquesta locomotora, amb un valor estimat, sense IVA, de 2.400.000 €. A la licitació només es va presentar una empresa constructora, Stadler Bussnang AG, que va resultar la guanyadora del concurs. El contracte per la construcció de la locomotora es va adjudicar el 25 de juny de 2018, i es va formalitzar el 16 de juliol següent. L'import final d'aquisició va ser de 2.392.193 € sense IVA (2.894.553,53 € amb IVA). El termini d'execució es va fixar en un any i nou mesos a partir de la signatura del contracte.
La locomotora va ser construïda a la planta suïssa de Bussnang, i tot i que FGC l'hauria d'haver rebut l'abril de 2020, l'aturada de les activitats industrials a tot el món durant diverses setmanes a causa de la pandèmia pel COVID-19 va endarrerir la seva entrega. Finalment, la locomotora es va descarregar al taller de Martorell-Enllaç el 13 de juliol de 2020. Va començar a remolcar trens de treballs el 10 d'agost següent, en període de proves, per la línia Llobregat-Anoia.
L'1 de juliol de 2020 es va licitar el concurs per a l'adquisició d'un motor dièsel de recanvi per la locomotora 256.01.

### Locomotora H12

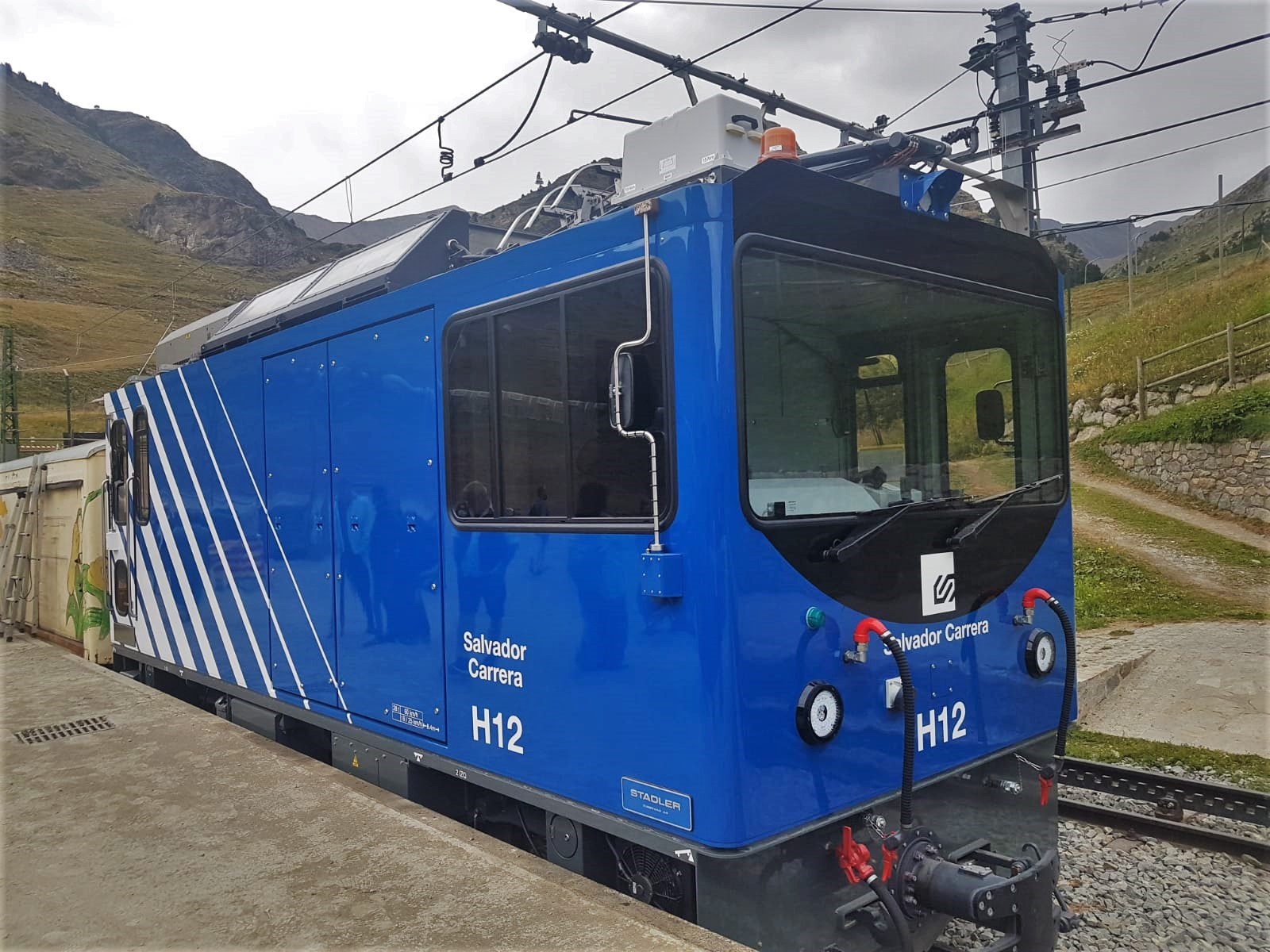
La locomotora H12 a Núria l'1 de setembre de 2019, durant el seu bateig.

Donades les dificultats d'explotació del Cremallera de Montserrat, a causa de la insuficiència de material rodant disponible (només cinc unitats de tren), a mitjans dels anys 2016 FGC va pensar com augmentar el parc de material disponible, però al cost més reduït possible. Finalment es va decidir un pla que implicava també modificacions en el parc de material rodant del Cremallera de Núria. Aquest pla bàsicament preveia el trasllat dels dos automotors A10 i A11 del Cremallera de Núria al de Montserrat, substituint-los per una combinació de vehicles nous i de segona mà. Això va comportar l'adquisició de:
- Dos remolcs intermedis, de construcció completament nova, per intercalar-los en dos automotors de la sèrie A5-A8 del Cremallera de Núria. De pis baix, havien de garantir l'accessibilitat universal que es perdria quan marxessin els A10 i A11.
- Dos cotxes de viatgers de segona mà, per completar la capacitat que es perdria quan marxessin els A10 i A11 (els dos cotxes nous anteriors, i aquests dos, substitueixen als quatre que formen aquests automotors).
- Una locomotora, de construcció completament nova, per formar una composició reversible amb els dos cotxes de segona mà. Aquesta locomotora, a més, es faria servir per remolcar trens de mercaderies i de treballs, motiu pel qual és dual (electro-dièsel).

Un cop rebut aquest material, els dos automotors Stadler A10 i A11 serien enviats definitivament al Cremallera de Montserrat.
El 8 d'agost de 2017 es va adjudicar la construcció de la locomotora a Stadler Bussnang AG, sent formalitzat el contracte el 4 de setembre següent. Un cop construïda a la planta suïssa de Bussnang, va ser traslladada a la localitat de Wil SG, on Stadler té un centre de manteniment (per les unitats de tren elèctriques del ferrocarril Frauenfeld-Wil), i on va fer la reforma dels cotxes 2273 i 2275, adquirits de segona mà dins de la mateixa operació. Allà es van fer diverses proves estàtiques amb els cotxes, fins que el 30 de juliol de 2019 es va carregar sobre un camió, per transportar-la a Ribes de Freser. La locomotora, junt amb els dos cotxes 2273 i 2275, van ser descarregats a Ribes de Freser el 6 d'agost següent.
La locomotora va arribar pintada íntegrament del color blau corporatiu del Cremallera de Núria. De seguida van començar les proves. A finals d'agost va ser vinilada amb les franges blanques i part negre del frontal, sent batejada a l'estació de Núria l'1 de setembre de 2019, diada de Sant Gil, amb el nom de Salvador Carrera, polític català que va ser alcalde de Ribes de Freser entre els anys 1979 i 1983, i diputat al Congrés espanyol en tres legislatures. Es trencava, així, la tradició de batejar els trens amb noms de cims dels Pirineus.
La funció principal de la locomotora es la formació d'una composició reversible amb els cotxes 2273 i 2275, per prestar servei de viatgers, tot i que també pot remolcar trens de mercaderies i de servei interior. Després de les proves i la formació de personal, va prestar el seu primer servei comercial el 6 de desembre de 2019, remolcant aquests dos cotxes de viatgers.

### Model normalitzat de Stadler
Aquesta locomotora pertany a un model normalitzat del fabricant suís Stadler Rail, que va desenvolupar a mitjans dels anys 2010. L'agost de 2012, cinc empreses ferroviàries suïsses van fer una comanda conjunta a Stadler Rail per la fabricació d'un nou tipus de petita locomotora dual, capaç de funcionar alimentada elèctricament des de la catenària, o en mode autònom amb un motor dièsel. La comanda va ser per nou locomotores, que es van repartir de la següent manera:
- Chemins de fer Montreux-Oberland Bernois (MOB): tres locomotores sense cremallera, números Gem 2/2 2502 a 2504, posades en servei el 2016.
- Transport Montreux-Vevey-Riviera (MVR, del grup MOB): una locomotora amb cremallera, número HGem 2/2 2501, posada en servei el 2016.
- Transports Publics du Chablais (TPC): tres locomotores amb cremallera, números HGem 2/2 941 a 943, posades en servei el 2016.
- Transports Publics Fribourgeois (TPF): una locomotora sense cremallera, número Gem 2/2 18, posada en servei el 2016.
- Chemin de fer Nyon-St.-Cergue-Morez (NStCM): una locomotora sense cremallera, número Gem 2/2 451, posada en servei el 2017.

A més, fins a la data s'han construit, o estan en construcció, set locomotores més.
- Chemins de fer du Jura: dues locomotores sense cremallera, números Gem 2/2 521 i 522, posades en servei el 2019.
- Ferrocarrils de la Generalitat de Catalunya: una locomotora pel Cremallera de Núria, número H12, posada en servei el 2019.
- Appenzeller Bahnen (AB): dues locomotores sense cremallera, números Gem 2/2 1095 i 1096, posades en servei el 2020.[9]
- Ferrocarrils de la Generalitat de Catalunya: aquesta locomotora 256.01, entregada el juliol de 2020.
- Ferrocarriles eslovacs (ZSSK): una locomotora amb cremallera per la línia dels Alts Tatras, entregada el 2021.[10][11]

Les dues locomotores difereixen en petits detalls d'enllumenat exterior, diferents enganxalls i la presència de la bomba de buit.
La pròpia companyia ha informat als clients que ja no es fabricaràn més unitats d'aquesta plataforma degut a les noves polítiques d'emissions dels motors dièsel. El nou espai requerit pels filtres i el propi motor fan que la distància entre eixos s'hagi d'ampliar, fent molt difícil la implementació en qualsevol línia.

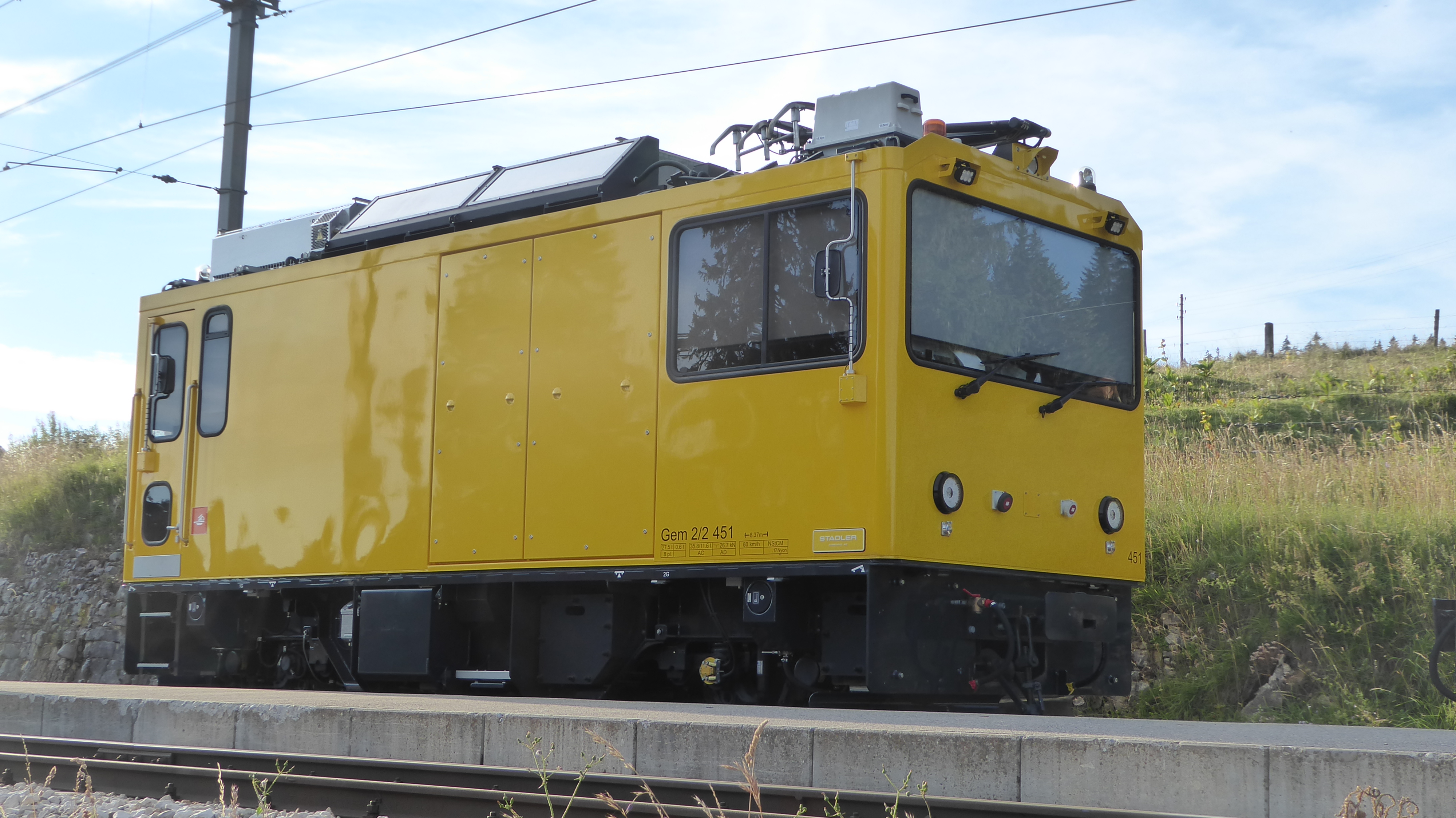
Locomotora Gem 2/2 451 del NStCM.
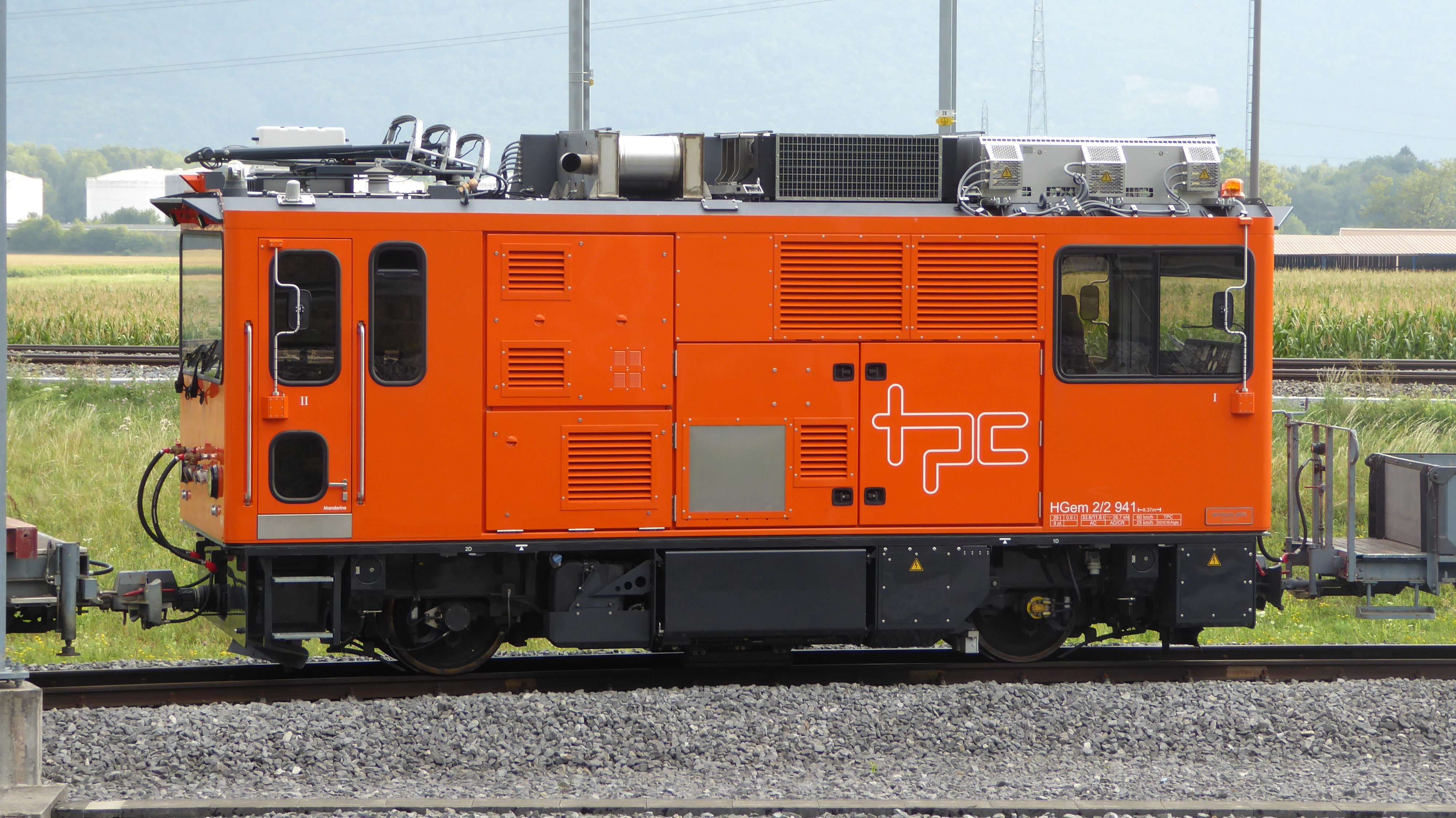
Locomotora HGem 2/2 941 dels TPC.

## Característiques tècniques generals
La locomotora disposa d'un bastidor d'acer i una caixa d'alumini. Aquesta caixa està distribuïda en tres espais: les dues cabines de conducció extremes, i la sala de màquines entre elles. Cada cabina disposa d'un pupitre de conducció situat a la dreta en el sentit de la marxa, un seient fixe a l'altre costat, i disposa d'un petit equip de climatització. S'hi accedeix mitjançant una porta batent lateral. Des de les dues cabines es pot accedir a la sala de màquines mitjançant dues portes batents, que junt amb l'envà de separació ofereixen un bon aïllament acústic. El passadís de la sala de màquines està disposat en ziga-zaga, quedant tots els elements tècnics disposats en armaris tancats i aïllats a banda i banda. Anant des de la cabina costat vall (cabina 2) cap a la cabina costat muntanya (cabina 1), a l'esquerra hi ha, successivament, el convertidor de potència; la torre de refrigeració dels equips elèctrics; i els armaris elèctrics. A la dreta, el catalitzador, el compressor d'aire i el grup generador, amb el motor dièsel i l'alternador. Els elements tècnics de la sala de màquines són accessibles des de l'interior, i alguns també des de l'exterior, mitjançant diverses portelles batents.
Està recolzada sobre dos grups d'accionament, amb un eix cadascun. Cada grup d'accionament forma un conjunt compacte desmuntable, que inclou l'eix (amb dues rodes i dues corones dentades per la transmissió de l'esforç de tracció i el frena en els trams de cremallera), el motor elèctric de tracció, la transmissió i els frens, tant d'adherència (un bloc de fre per cada roda) com de cremallera (tres cintes de fre, una pel sistema I i dues pel sistema II). La locomotora es recolza sobre aquests dos grups d'accionament mitjançant una suspensió primària amb molles helicoïdals i amortidors. Interiorment, cada grup d'accionament està subjectat sota el bastidor mitjançant una biela vertical. Cada eix motriu està accionat per un motor de tracció trifàsic asíncron, de 350 kW de potència, suspès pel nas. Entre els dos eixos se situen els dos dipòsits de combustible, amb capacitat per a 250 litres cadascú, i les bateries. Al sostre hi ha els escapaments, un pantògraf, elements de ventilació i les resistències del fre dinàmic.
Els motors de tracció i l'alternador de generació de corrent estan fabricats per l'empresa austríaca Traktionssysteme Austria GmbH (TSA). L'equipament elèctric està fabricat per la suïssa ABB. El motor dièsel és de l'alemanya Mercedes Benz: del model OM502LA.E3B, té vuit cilindres en V, ofereix una potència màxima de 480 kW i acompleix la norma d'emissions Euro IIIB, amb filtre de partícules de catalitzador. El sistema de fre pneumàtic és de l'empresa suïssa Facto AG.
El funcionament de les locomotores és el següent: el convertidor de potència alimenta els dos motors de tracció, variant la freqüència i tensió del corrent altern trifàsic (mitjançant un inversor) per tal de modificar la seva velocitat. El convertidor de potència es alimentat elèctricament des d'un circuit intermedi de corrent continu, que pot prendre el corrent bé de la catenària a través del pantògraf, bé del grup generador (motor dièsel i alternador). Quan es fa servir el fre dinàmic, els motors de tracció es converteixen en generadors, enviant el corrent elèctric a la catenària i als equipaments auxiliars de la pròpia locomotora; en cas que la catenària no pugui absorbir aquest corrent, és convertit en calor a les resistències de fre situades al sostre.
Disposa dels següents sistemes de fre: electrodinàmic (convertint els motors de tracció en generadors); pneumàtic sobre la llanda de les rodes per quan circula en trams d'adherència (una sabata amb un cilindre propi a cada roda); pneumàtic de cintes sobre tambors calats als eixos per quan circula en trams de cremallera, dels sistemes 1 (fre de servei) i 2 (fre d'emergència); i d'estacionament per molles acumuladores. El fre de servei pneumàtic, tant per adherència com per a cremallera, funciona amb aire comprimit. Així mateix, la locomotora subministra aire comprimit a través de la Canonada General de Fre (CGF) als vehicles remolcats per poder governar els seus frens.
L'acoblament entre vehicles en el cas de la sèrie 256 es fa mitjançant un enganxall del tipus americà AAR-Alliance, a més de les mànegues flexibles per donar continuïtat a la CGF. Es disposa d'un joc de recanvi de dos topalls centrals, compatible amb el sistema tradicional dels trens de cremallera.
En canvi, quan a la locomotora H12, l'acoblament entre vehicles es fa mitjançant el tradicional sistema manual de topall central i dos enganxaments i tensors laterals. Aquesta locomotora, a diferència de la sèrie 256, també disposa d'una bomba de buit i la conducció corresponent, per tal de poder accionar el fre de buit amb que van equipats els cotxes 2273 i 2275, amb els quals anirà normalment acoblada formant una composició reversible.

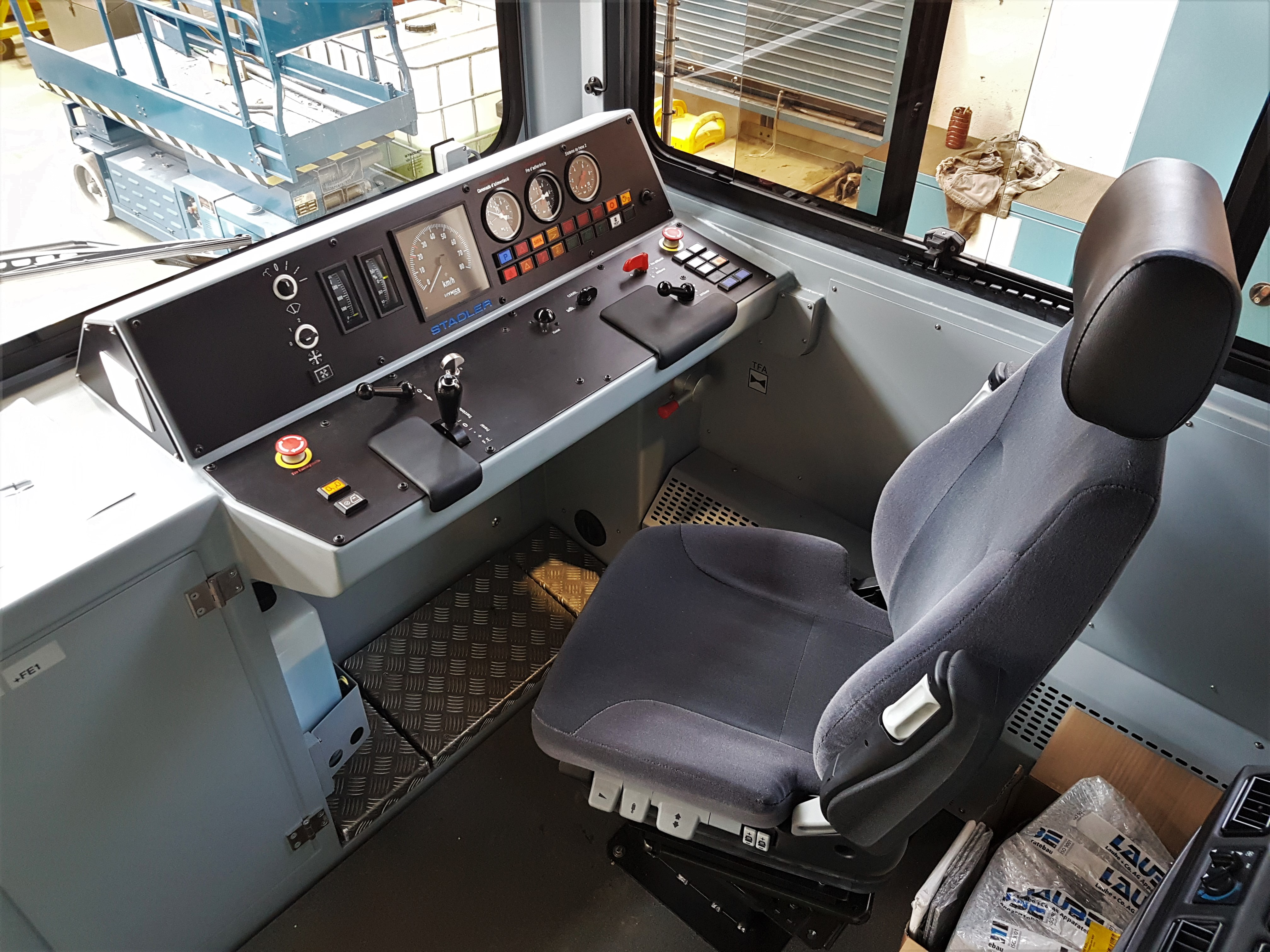
Cabina de conducció costat muntanya de la locomotora 256.01.
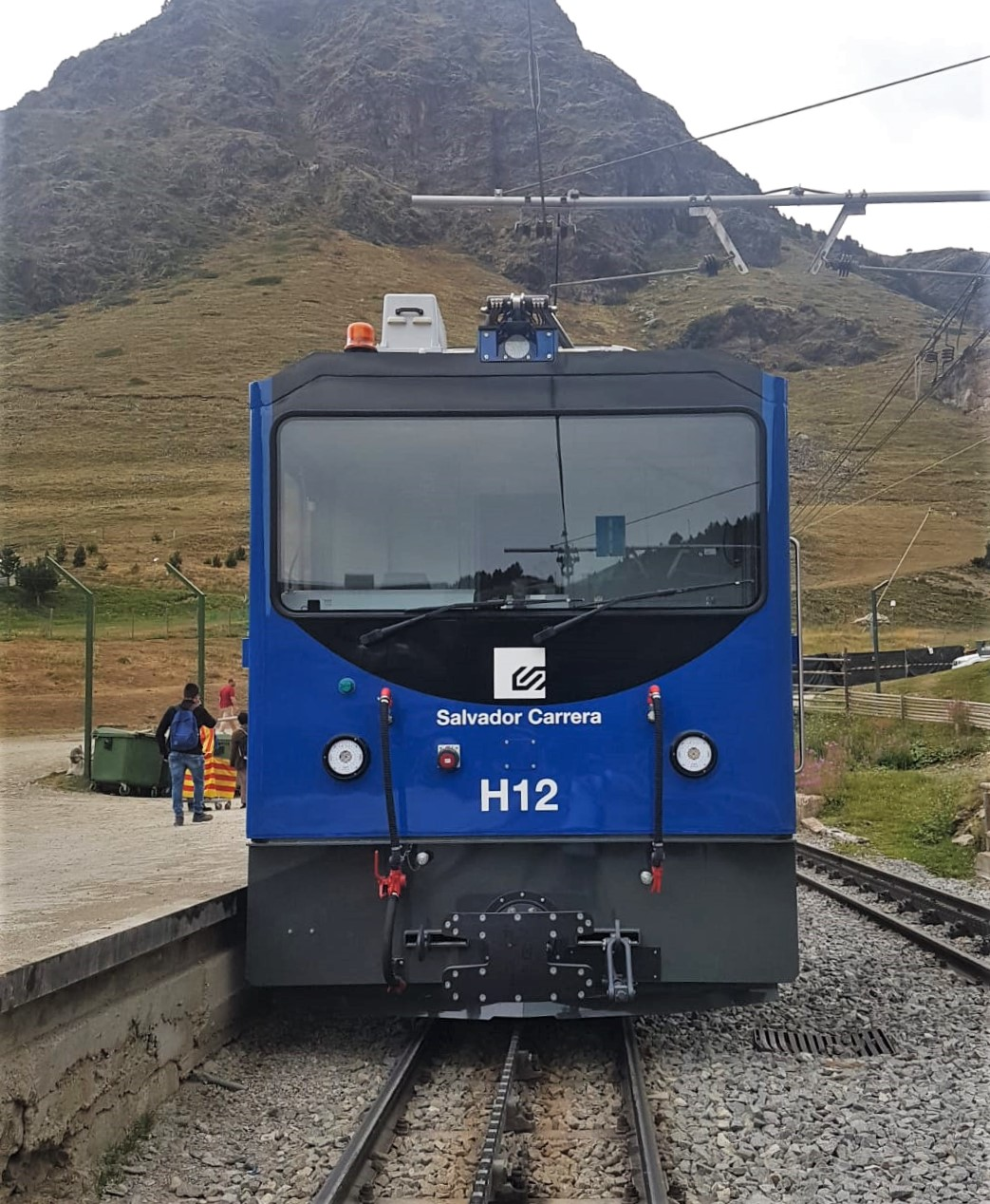
Testera de la H12. Es poden veure les dues mànegues de pas de buit al costat dels fanals, i la Canonada General de Fre a l'esquerra dels enganxalls.
- Esquema i dimensions de la sèrie 256.
- Esquema de la locomotora H12 del Cremallera de Núria.

### Quadre de característiques
| Característica                            | Sèrie 256    | Locomotora H12                                                         |
| ----------------------------------------- | ------------ | ---------------------------------------------------------------------- |
| Tipus suís                                | HGem 2/2     | HGem 2/2                                                               |
| Rodatge                                   | Boz’         | Boz’                                                                   |
| Alimentació elèctrica                     | 1.500 Vcc    | 1.500 Vcc                                                              |
| Ample de via                              | 1.000 mm     | 1.000 mm                                                               |
| Sistema de cremallera                     | Abt          | Abt                                                                    |
| Longitud entre topalls                    | 8.380 mm     | 8.320 mm                                                               |
| Amplada màxima                            | 2.700 mm     | 2.700 mm                                                               |
| Alçària màxima                            | 3.874 mm     | 3.874 mm                                                               |
| Distància entre eixos                     | 4.250 mm     | 4.250 mm                                                               |
| Pes en servei                             | 28 T         | 28 T                                                                   |
| Potència en tracció elèctrica             | 700 kW       | 700 kW                                                                 |
| Potència en tracció dièsel                | 400 kW       | 400 kW                                                                 |
| Potència per equipaments auxiliars        | 25 kVA       | 25 kVA                                                                 |
| Esforç tractor màxim en adherència        | 70 kN        | 70 kN                                                                  |
| Carrega màxima remolcable en adherència   | -            | 80 T                                                                   |
| Esforç tractor màxim en cremallera        | 135 kN       | 135 kN                                                                 |
| Velocitat màxima en adherència            | 60 km/h      | 60 km/h                                                                |
| Velocitat màxima en cremallera ascendent  | 25 km/h      | 25 km/h                                                                |
| Velocitat màxima en cremallera descendent | 19 km/h      | 19 km/h                                                                |
| Tipus d'enganxall                         | AAR-Alliance | Sistema manual de topall central i dos enganxaments i tensors laterals |
| Bomba de buit                             | No disposa   | Equipada per al remolc de cotxes de viatgers                           |